# HD107935
HD107935 — хімічно пекулярна зоря спектрального класу A5, що має видиму зоряну величину в смузі V приблизно  6,7.
Вона  розташована на відстані близько 281,9 світлових років від Сонця.